# Гіммісте
Гі́ммісте (ест. Himmiste küla) — село в Естонії, у волості Ляене-Сааре повіту Сааремаа.

## Населення
Чисельність населення на 31 грудня 2011 року становила 6 осіб.

## Географія
Поблизу села проходить автошлях 112 (Кяесла — Карала — Лоона).

## Історія
Історично Гіммісте належало до приходу Кігелконна (Kihelkonna kihelkond).
До 12 грудня 2014 року село входило до складу волості Люманда.